# Rautsaari (ö i Päijänne-Tavastland, Lahtis, lat 61,17, long 26,10)
Rautsaari är en ö i Finland. Den ligger i sjön Konnivesi och i kommunen Heinola i den ekonomiska regionen  Lahtis ekonomiska region  och landskapet Päijänne-Tavastland, i den södra delen av landet, 130 km nordost om huvudstaden Helsingfors. Öns area är 0,97 kvadratkilometer och dess största längd är 1,9 kilometer i sydöst-nordvästlig riktning.